# Harry Styles

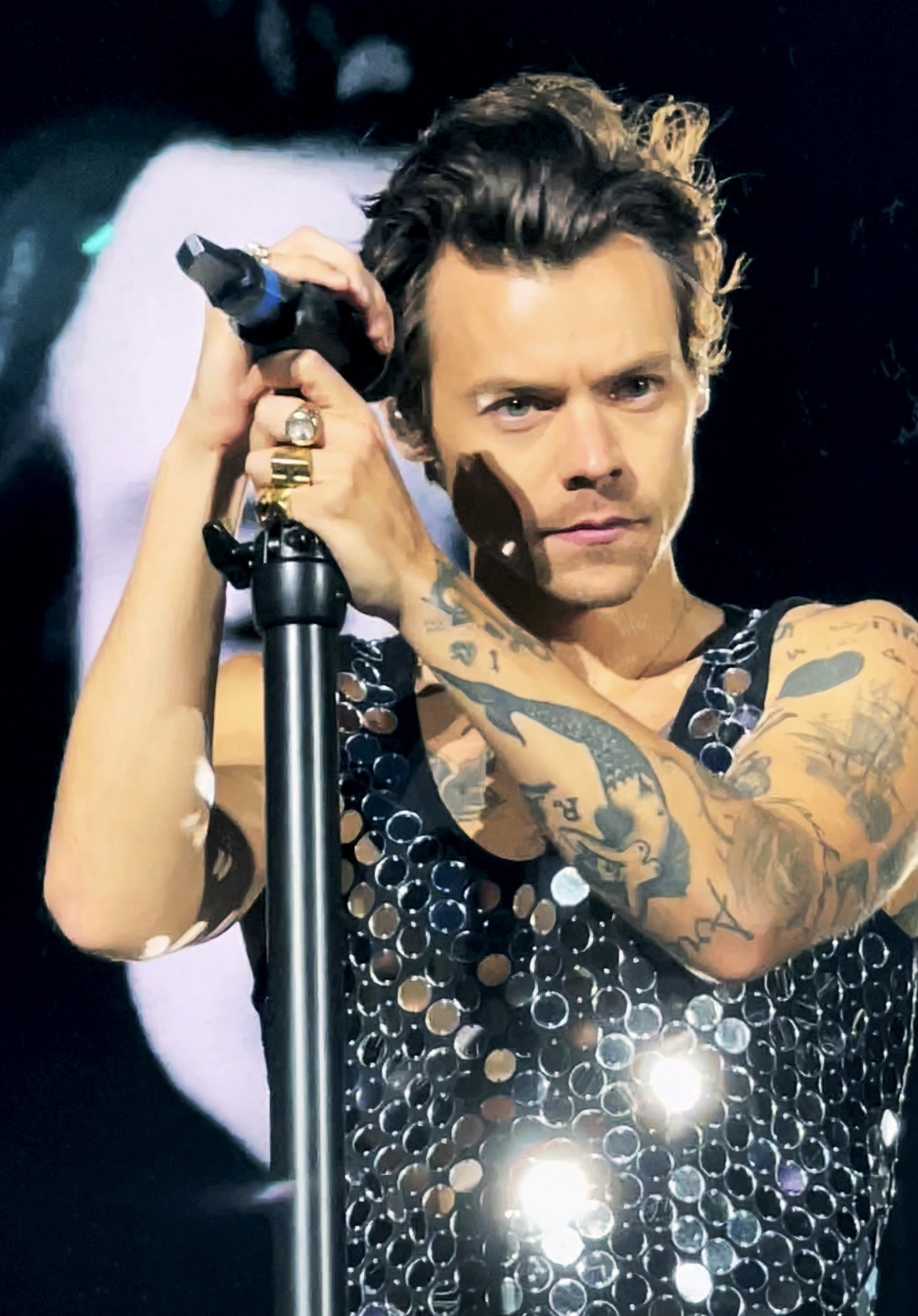
Harry Styles (2022)

Harry Edward Styles (* 1. Februar 1994 in Redditch) ist ein britischer Sänger, Songwriter und Schauspieler. Er wurde 2010 als Mitglied der Boygroup One Direction bekannt. Seit 2016 ist er auch als Solosänger erfolgreich; mit Sign of the Times erreichte er 2017 erstmals die Spitze der britischen Hitparade. 2020 belegte er mit Watermelon Sugar Platz eins der US-Charts, und 2022 erreichte er mit As It Was sowie dem Album Harry’s House auch im deutschsprachigen Raum den ersten Rang.

## Leben und Karriere
Styles wurde 1994 im englischen Redditch als Sohn von Anne Cox und Desmond Styles geboren. Seine Eltern trennten sich, als er sieben Jahre alt war, und er lebte von da an mit seiner Mutter und seiner älteren Schwester in Holmes Chapel. 2010 nahm er an der Castingshow The X Factor teil und wurde Mitglied der dabei gegründeten Boygroup One Direction. Außerdem erhielt er eine Rolle in Christopher Nolans Dunkirk.
Im April 2017 veröffentlichte Styles seine erste Solo-Single Sign of the Times. Das Lied erreichte Platz 1 der britischen Charts. Bei einem Auftritt bei Saturday Night Live sang er Ever Since New York. Im Mai 2017 erschien sein Debütalbum Harry Styles.
Im Oktober 2019 wurde die Single Lights up veröffentlicht, im November folgte Watermelon Sugar und im Dezember Adore You. Alle drei Songs sind Auskopplungen aus dem Album Fine Line, das ebenfalls im Dezember erschien. Im April 2022 veröffentlichte Styles die Single As It Was; das Musikvideo wurde im Barbican Centre sowie im von Berthold Lubetkin entworfenen Pinguinbecken im Londoner Zoo gedreht.
Im Filmdrama Der Liebhaber meines Mannes von Michael Grandage, das im Herbst 2022 bei Prime Video veröffentlicht wurde, spielt Styles in der Hauptrolle einen schwulen Polizisten in den 1950er-Jahren in England. Auch in dem im September 2022 erschienenen Psychothriller Don’t Worry Darling von Olivia Wilde ist Styles in einer Hauptrolle zu sehen.
Styles ist bekannt für seinen extravaganten Kleidungsstil. Er war der erste Mann, der allein das Cover der US-Ausgabe der Vogue zierte.

## Diskografie

### Als Solokünstler
Studioalben

| Jahr | Titel Musiklabel                      | Höchstplatzierung, Gesamtwochen, AuszeichnungChartplatzierungen (Jahr, Titel, Musiklabel, Platzierungen, Wochen, Auszeichnungen, Anmerkungen) | Höchstplatzierung, Gesamtwochen, AuszeichnungChartplatzierungen (Jahr, Titel, Musiklabel, Platzierungen, Wochen, Auszeichnungen, Anmerkungen) | Höchstplatzierung, Gesamtwochen, AuszeichnungChartplatzierungen (Jahr, Titel, Musiklabel, Platzierungen, Wochen, Auszeichnungen, Anmerkungen) | Höchstplatzierung, Gesamtwochen, AuszeichnungChartplatzierungen (Jahr, Titel, Musiklabel, Platzierungen, Wochen, Auszeichnungen, Anmerkungen) | Höchstplatzierung, Gesamtwochen, AuszeichnungChartplatzierungen (Jahr, Titel, Musiklabel, Platzierungen, Wochen, Auszeichnungen, Anmerkungen) | Anmerkungen                                                   |
| Jahr | Titel Musiklabel                      | DE | AT | CH | UK | US | Anmerkungen                                                   |
| ---- | ------------------------------------- | --- | --- | --- | --- | --- | ------------------------------------------------------------- |
| 2017 | Harry Styles Columbia Records (Sony)  | DE5 Gold · (38 Wo.)DE | AT2 Gold · (102 Wo.)AT | CH3 Gold · (35 Wo.)CH | UK1 Platin · (146 Wo.)UK | US1 ×2Doppelplatin · (153 Wo.)US | Erstveröffentlichung: 12. Mai 2017 Verkäufe: + 3.317.500      |
| 2019 | Fine Line Columbia Records (Sony)     | DE14 Gold · (200 Wo.)DE | AT4 Platin · (207 Wo.)AT | CH6 Platin · (181 Wo.)CH | UK2 ×3Dreifachplatin · (232 Wo.)UK | US1 ×3Dreifachplatin · (224 Wo.)US | Erstveröffentlichung: 13. Dezember 2019 Verkäufe: + 5.912.500 |
| 2022 | Harry’s House Columbia Records (Sony) | DE1 Gold · (114 Wo.)DE | AT1 Gold · (106 Wo.)AT | CH1 (103 Wo.)CH | UK1 ×2Doppelplatin · (128 Wo.)UK | US1 ×2Doppelplatin · (119 Wo.)US | Erstveröffentlichung: 20. Mai 2022 Verkäufe: + 3.823.500      |

## Filmografie
- 2012: iCarly (Fernsehserie, Folge 6x02)
- 2013: One Direction – This Is Us
- 2017: Saturday Night Live (Fernsehshow)
- 2017: Dunkirk
- 2019: Saturday Night Live
- 2021: Eternals
- 2022: Don’t Worry Darling
- 2022: Der Liebhaber meines Mannes (My Policeman)

## Auszeichnungen
Harry Styles erhielt 2013 und 2014 den NME Award in der Kategorie Villain of the Year („Bösewicht des Jahres“), 2013 den MTV Europe Music Award in der Kategorie Best Look, den Teen Choice Award in der Kategorie Male Hottie sowie den British Style Award. 2018 wurde sein Video zu Sign of the Times als British Artist Video des Jahres ausgezeichnet.
2021 erhielt er einen Grammy in der Kategorie Best Pop Solo Performance für den Song Watermelon Sugar aus seinem zweiten Album Fine Line. 2022 wurde er für den Film Don’t Worry Darling als Bester Schauspieler – Drama für den People’s Choice Award nominiert. 2023 erhielt er drei Grammys; unter anderem wurde sein drittes Studioalbum Harry's House als Album of the Year ausgezeichnet.